# Droga wojewódzka nr 697
Droga wojewódzka nr 697 (DW697) – droga wojewódzka klasy G w województwie mazowieckim o długości 19,6 km łącząca Liw z Marysinem. Droga przebiega przez 2 powiaty: węgrowski (gminy: Liw, Wierzbno i Grębków) oraz miński (gmina: Kałuszyn). Za utrzymanie drogi odpowiada Rejon Drogowy Węgrów-Siedlce.

## Miejscowości leżące przy trasie DW697
- Liw (DW637)
- Karczewiec
- Suchodół
- Polków-Sagały
- Grębków
- Ogródek
- Stawiska
- Trzebucza
- Marysin (DK92)